# Герб Петропавловска
Герб Петропавловска — официальный символ города Петропавловск, Казахстан. Автор герба — Андрей Попов.

## Описание

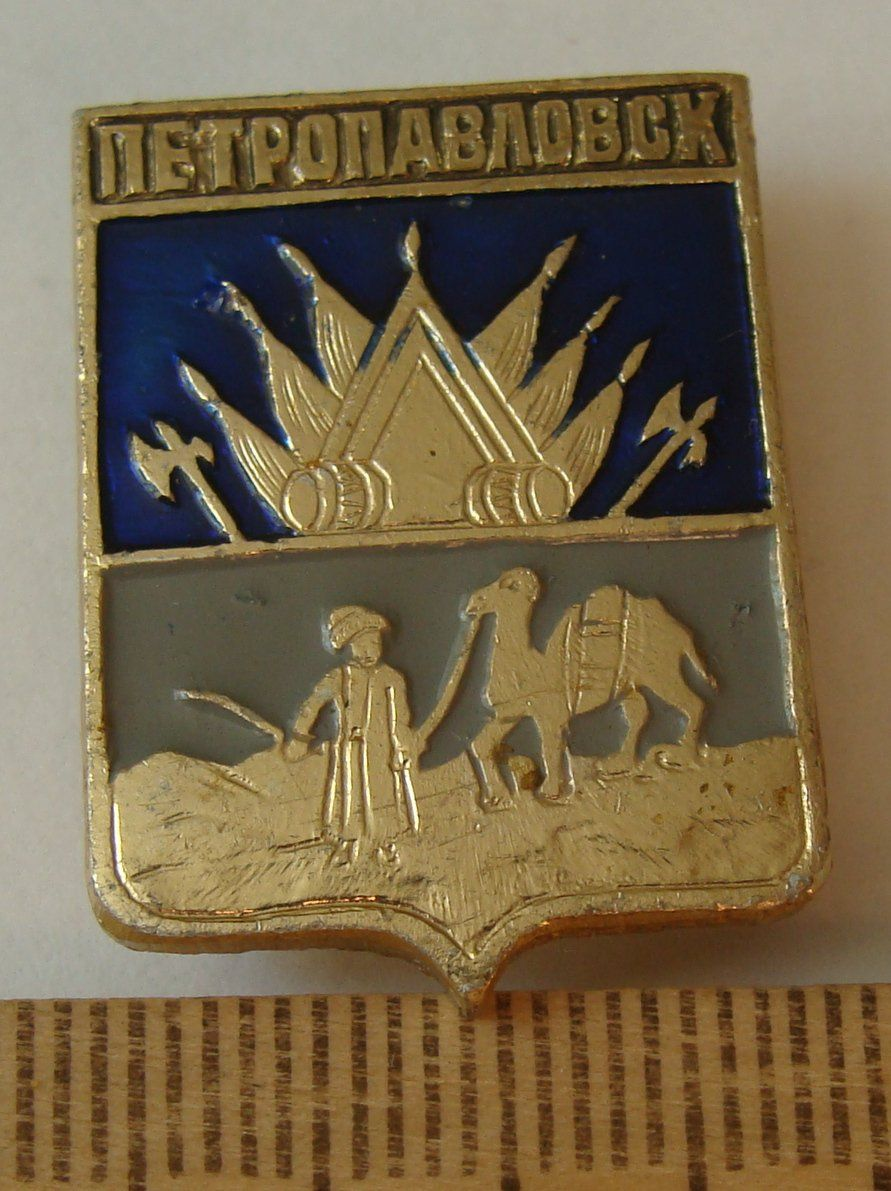
Изображение дореволюционного герба Петропавловска на значке

Герб представляет собой основу в виде круглого восточного щита. По кольцу герба изображен казахский национальный орнамент, сам щит который разделён шаныраком на четыре части. Каждая из которых символизирует особенности города: раскрытая книга — образование и культура, сноп пшеницы — хлеб, сельское хозяйство, шестерёнка — промышленность, ключ — географическое положение (символизирует то, что Петропавловск является ключом к Северным воротам Казахстана).
Герб состоит из 2-х основных цветов: жёлтого и сине-зелёного.

## История
7 сентября 1842 года (законом № 16351) утверждён герб уездного города Петропавловска (Тобольская губерния). На гербе изображено в верхней части щита герб Тобольска, а в нижней
в серебряном поле на горе верблюд, навьюченный двумя тюками наперевес и ведомый за веревку азиатцем»

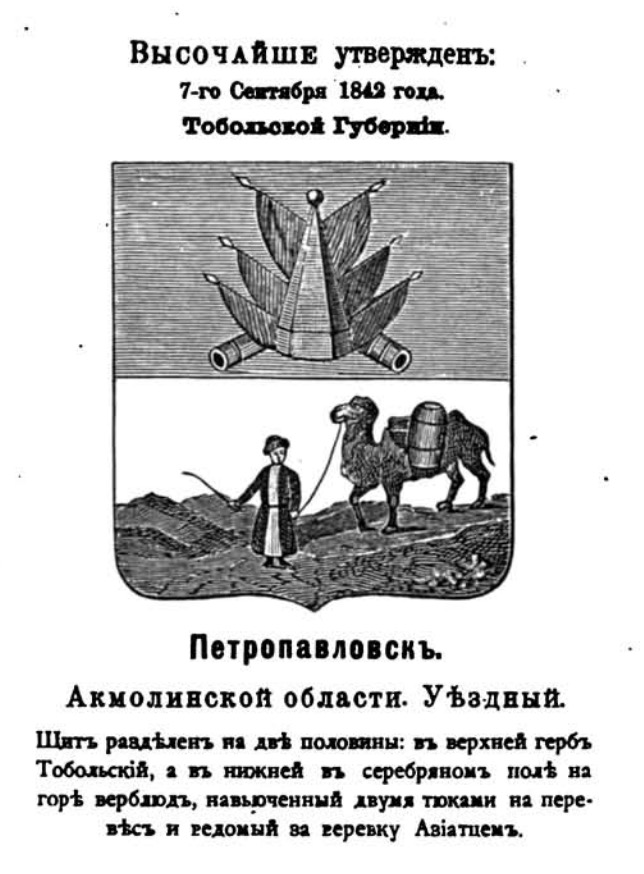
Герб с описанием из гербовника Винклера